# 윤수녕
윤수녕(2000년 3월 1일 ~ )은 KBO 리그 롯데 자이언츠의 외야수이다.

## 롯데 자이언츠시절
2023년에 입단하였다. 2023년 5월 14일 kt 위즈와의 경기에 출전하며 데뷔 첫 경기를 치렀고, 경기에서 1타수 1안타, 1타점을 기록했다.